# Real Girl (manga)
Real Girl, conocido en Japón como 3D Kanojo (3D彼女 lit.,Novia 3D), es una serie de manga japonesa escrita e ilustrada por Mao Nanami. La serie se publicó en Kodansha's Dessert entre julio de 2011 y mayo de 2016, con la serie compilada posteriormente en doce volúmenes de tankōbon publicados entre diciembre de 2011 y agosto de 2016.
En inglés es publicada digitalmente por Kodansha USA. Una adaptación de una serie de anime dirigida por Takashi Naoya y animada por Hoods Entertainment se estrenó a partir del 4 de abril de 2018 en el bloque de programación AnichU.
Una segunda temporada comenzó a emitirse el 9 de enero de 2019 hasta el 27 de marzo del mismo año, teniendo al final un total de 12 episodios.

## Sinopsis
Hikari Tsutsui es un estudiante de secundaria tranquilo y modesto que renuncia al acompañamiento de sus compañeros de clase para pasar el tiempo leyendo manga, jugando videojuegos y viendo anime. Sufre maltrato por parte de estos estudiantes, pero ha desarrollado la capacidad de ignorarlo. Está contento con vivir en su mundo en 2D hasta que un día, tras llegar tarde a clases, se le asigna limpiar la piscina de la escuela con la hermosa Iroha Igarashi, quien, al necesitar formar recuerdos sólidos de su vida y al ver que Tsutsui es buena persona, le propone que sean novios.

## Personajes
Hikari Tsutsui (筒井 光 Tsutsui Hikaru)
Voz de: Teppei Uenishi
Hikari es un típico otaku, rechazado por todos en su clase excepto por Yuuto Itou. Un día, cuando fue castigado por llegar tarde a la escuela, lo mandan a limpiar la piscina con Iroha Igarashi, que suele llegar tarde. Ella al proponerle que sean novios, Tsutsui empieza con el desafío que es vivir en el mundo 3D, para lograr entender a Iroha y poder mantener su relación, a pesar de no entender por qué Iroha se enamoró de alguien como él.
Iroha Igarashi (五十嵐色葉 Igarashi Iroha)
Voz de: Yū Serizawa
Iroha es una chica hermosa (considerada por Itou y Sumie Ayado como "la chica 3D perfecta") pero notoria en la escuela por su mala actitud y los falsos rumores sobre ella. Conoce a Hikari cuando es castigada de nuevo por llegar tarde, se enamora de él y se convierte en su novia. Sin embargo, hay un inconveniente: se mudará dentro de seis meses debido al trabajo de su padre y, como resultado, se trasladará a otra escuela.
Yūto Itō (伊東悠人 Yūto Itō)
Voz de: Shouta Aoi
Yuuto es la única persona que se asocia con Hikari en su clase. Puede ser identificado fácilmente gracias a su diadema de oreja de gato. Apoya mucho la relación de Hikari con Iroha.
Mitsuya Takanashi (高梨ミツヤ Takanashi Mitsuya)
Voz de: Takuma Terashima
Mitsuya es un chico popular en la escuela y tiene los ojos puestos en Iroha, pero no puede admitir que un tipo como Hikari sea su novio. Un día vio a Hikari ayudando a su hermana Anzu a ponerse de pie después de caerse, incriminándole pidiéndole que gritara, llamando la atención de la policía y tachándole de lolicon durante días. Iroha descubrió la verdad más tarde a través de la propia Anzu y se disculpó con Hikari, para su consternación. Él siente remordimiento de lo ocurrido y se vuelve amigo de Hikari y los demás. Con el pasar del tiempo, se vuelve más cercano a Arisa hasta el punto de sentir preocupación por ella. Aunque la rechazó varias veces, termina enamorándose de ella.
Arisa Ishino (石野ありさ Ishino Arisa)
Voz de: Minami Tsuda
Arisa es una chica fácil de engañar que tiene un novio que se aprovecha de ella, aunque Hikari la ayuda a señalarle sobre eso, y finalmente hace que rompa con él. Siendo hostil al principio por lo que es Hikari, empezó a acercarse a él y a sus amigos. Finalmente conoce a Mitsuya del cual se enamora, a pesar de que él la rechaza cada vez que ella le pide iniciar una relación.
Sumie Ayado (綾戸純恵 Ayado Sumie)
Voz de: Reina Ueda
Introducida por primera vez en el episodio 5 del anime, Sumie es una chica guapa pero, como la ven sus compañeros de clase, triste y con los mismos intereses que Hikari. Ella accidentalmente se topó con Hikari un día que iba corriendo a la escuela por llegar tarde, y le devolvió la revista orientada a los otaku que dejó caer, encontrando a alguien con los mismos intereses que ella en el proceso.
Ezomichi (えぞみち Ezomichi)
Voz de: Sayaka Kanda
Ezomichi es el nombre del personaje de anime favorito de Hikari. A menudo hablaba con Hikari en su imaginación cuando buscaba preguntas sobre él e Iroha.

## Media

### Manga
La serie de manga escrita e ilustrada por Mao Nanamife, fue publicada desde 2011 hasta 2016.
Cuenta con 47 episodios en el idioma original y en el inglés, y fue compilada en 12 volúmenes tankōbon.

### Anime
En noviembre de 2017 se anunció la adaptación de una serie de televisión de anime titulada "3D Kanojo: Real Girl". La serie está dirigida por Takashi Naoya y escrita por Deko Akao, con animación de Hoods Entertainment y diseños de personajes de Satomi Kurita. Se estrenó a partir del 4 de abril de 2018 en el bloque de programación AnichU de NTV. La serie tiene 12 episodios. Sentai Filmworks ha licenciado el anime y lo está transmitiendo en HIDIVE. El tema de apertura titulado "Daiji na Koto" (だいじなこと Important Thing) de Quruli y el tema final titulado "HiDE the BLUE" de BiSH.
El tema de apertura de la segunda temporada es "Futari nara" (二人なら) de BiSH y el tema final de la  es "Hagan" (破顔) de Fujifabric.
Lista de episodios
Primera temporada
| No. | Título Español Título original en japonés | Fecha de emisión original |
| --- | --- | ------------------------- |
| 1   | "Cuando la conocí" "Ore ga aitsu to deatte shimatta kudan ni tsuite." (オレがあいつと出会ってしまった件について。)                                                                               | 4 de abril de 2018        |
| 2   | "Cuando mi virginidad estuvo en peligro" "Ore no teisō ga pinchi ni natta ken nitsuite." (オレの貞操がピンチになった件について。)                                                                | 11 de abril de 2018       |
| 3   | "Cuando los normales me dejaron aún peor" "Ore to riajū ga iroiro kojiraseta kudan ni tsuite." (オレとリア充が色々こじらせた件について。)                                                        | 18 de abril de 2018       |
| 4   | "Mi época oscura" "Ore no ankoku-ki no kudan ni tsuite." (オレの暗黒期の件について。) | 25 de abril de 2018       |
| 5   | "Cuando intenté tener recuerdos del verano" "Ore ga natsu no omoide wo tsukurou to shita kudan ni tsuite." (オレが夏の思い出を作ろうとした件について。)                                          | 2 de mayo de 2018         |
| 6   | "Mi forma de pedir disculpas" "Ore no ayamari-kata no kudan ni tsuite." (オレの謝り方の件について。)                                                                                             | 9 de mayo de 2018         |
| 7   | "Dos chicas y yo" "Futari no on'nanoko to watashi." (二人の女の子と私。) | 16 de mayo de 2018        |
| 8   | "Acerca de cómo el camping fue un evento de alto nivel para mi" "Kyanpuba ga dono yō ni haireberuna ibentodeatta ka ni tsuite." (キャンプ場がどのようにハイレベルなイベントであったかについて。) | 23 de mayo de 2018        |
| 9   | "Sobre nuestros malentendidos mutuos" "Sōgo no gokai ni tsuite." (相互の誤解について。) | 30 de mayo de 2018        |
| 10  | "Acerca de mi confesión" "Watashi no kokuhaku ni tsuite." (私の告白について。) | 6 de junio de 2018        |
| 11  | "Acerca del amor de un mejor amigo que me importa" "Ki ni naru shin'yū no ainitsuite." (気になる親友の愛について。)                                                                              | 13 de junio de 2018       |
| 12  | "La forma del amor" "Ai no katachi." (愛の形。) | 20 de junio de 2018       |

Segunda temporada
| No. | Título Español Título original en japonés | Fecha de emisión original |
| --- | --- | ------------------------- |
| 1   | "Con respecto al momento en que ponemos un pie en el mundo normando" "Ore-tachi ga riajū ni kataashi tsukkomi tsutsu aru ken nitsuite." (オレたちがリア充に片足つっこみつつある件について。) | 9 de enero de 2019        |
| 2   | "Con respecto al tiempo que tuvimos papeles importantes en el festival escolar" "Bunka-sai ni okeru jūyō na yakuwari no ken nitsuite." (文化祭における重要な役割の件について。)              | 16 de enero de 2019       |
| 3   | "Sobre mi crisis familiar imprevista" "Ore no kazoku ni matsuwaru yosō-gai na kiki no ken tsuite." (オレの家族にまつわる予想外な危機の件ついて。)                                            | 23 de enero de 2019       |
| 4   | "Con respecto a la historia no contada del cortejo de mis padres" "Ore no ryōshin no ren'ai hiwa no ken nitsuite." (オレの両親の恋愛秘話の件について。)                                      | 30 de enero de 2019       |
| 5   | "Sobre la nueva angustia mental de la señorita Ayado" "Ayado-san no arata naru nayami no ken nitsuite." (綾戸さんの新たなる悩みの件について。)                                               | 6 de febrero de 2019      |
| 6   | "Sobre el noviazgo de mi amiga Ishino" "Ore no onna tomodachi. Ishino-san no koi no ken nitsuite." (オレの女友達・石野さんの恋の件について。)                                                | 13 de febrero de 2019     |
| 7   | "Con respecto a la inquietante invitación de mi novia" "Ore o nayamaseru kanojo kara no osasoi no ken nitsuite." (オレを悩ませる彼女からのお誘いの件について。)                              | 20 de febrero de 2019     |
| 8   | "Acerca de cuándo mi amigo y mi amigo quizás se hicieron oficiales" "Ore no tomodachi ka mo shirenai yatsu ga kuttsuita ken nitsuite." (オレの友だちかもしれない奴がくっついた件について。)  | 27 de febrero de 2019     |
| 9   | "Sobre mi elección de no arrepentirme de mi vida en la escuela secundaria" "Ore no kōkō seikatsu no kui naki sentaku no ken nitsuite." (オレの高校生活の悔いなき選択の件について。)          | 6 de marzo de 2019        |
| 10  | "Con respecto a mis pensamientos sobre los sagrados misterios de la vida" "Ore ga seimei no shinpi okangaeru ken nitsuite." (オレが生命の神秘を考える件について。)                           | 13 de marzo de 2019       |
| 11  | "Sobre mi última promesa a ella" "Ore to aitsu no saigo no yakusoku no ken nitsuite." (オレとあいつの最後の約束の件について。)                                                               | 20 de marzo de 2019       |
| 12  | "Sobre su futuro y el mío" "Ore to aitsu no mirai no ken nitsuite." (オレとあいつの未来の件について。)                                                                                       | 27 de marzo de 2019       |

### Película de acción real
Una película de acción real que adapta el manga, dirigida por Tsutomu Hanabusa y distribuida por Warner Bros., se estrenó en los cines japoneses el 14 de septiembre de 2018.